# Spodsbjerg

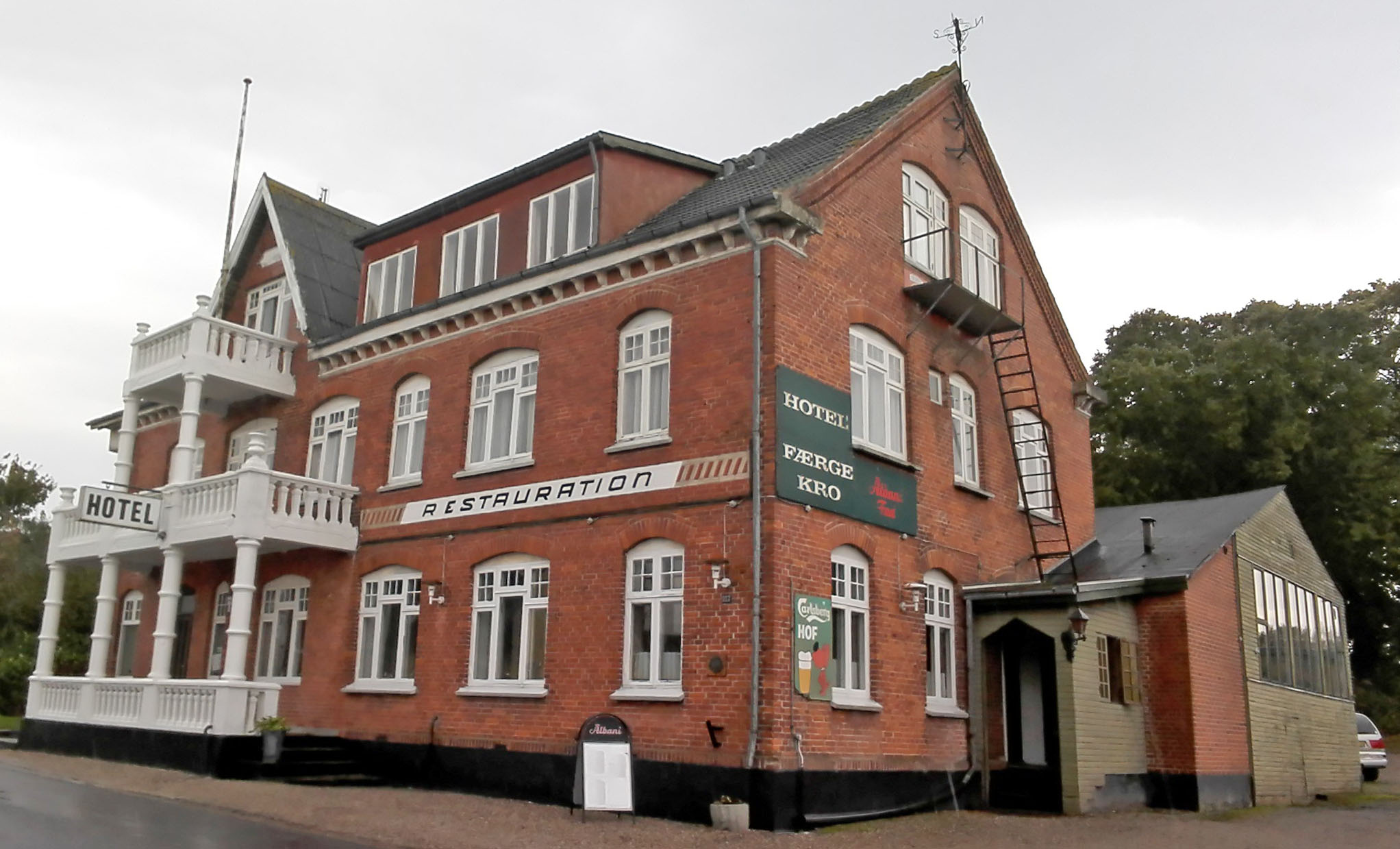
Spodsbjerg Badehotel

Spodsbjerg ist eine kleine Hafenstadt mit 202 Einwohnern (Stand: 1. Januar 2023) an der Ostküste der dänischen Insel Langeland am Großen Belt (hier auch „Langelandsbelt“ genannt) gelegen. Es gehört zur Langeland Kommune in der Region Syddanmark. Vor der dänischen Verwaltungsreform zum 1. Januar 2007 gehörte es zunächst zum Longelse Sogn, dem nördlichsten Kirchspiel der südlichen Harde von Langeland (Langelands Sønder Herred), ab 1970 dann zur Rudkøbing Kommune im Fyns Amt.
Spodsbjerg verfügt über die einzigen Häfen an Langelands Ostküste: einen Fähr-, einen Fischerei- und einen Yachthafen. Von Spodsbjerg verkehrt eine Fähre der Langelandslinjen nach Tårs auf Lolland. Diese Fährverbindung ist Teil der Primærrute 9.